# Unión Atlético Maracaibo
El Unión Atlético Maracaibo es un club de fútbol profesional venezolano que tene su sede en Maracaibo, Estado Zulia. Jugaba en la Primera División de Venezuela y disputaba sus partidos como local en el Estadio José Encarnación Pachencho Romero.
Logró ser campeón absoluto en la Primera División de Venezuela 2004/05. Los colores que lo identificaban desde sus inicios fueron el azul y el rojo, colores de la bandera de la ciudad de Maracaibo. En 2021 el club se refundó como "Atlético Maracaibo" y compite actualmente en la Tercera División del fútbol venezolano.

## Historia
El 16 de enero de 2001, es la fecha considerada como la del inicio del Unión Atlético Maracaibo, pues fue ese día, cuando a las seis de la mañana, saltaron a la cancha La Victoria, vestidos de uniformes rojos y azules, los dirigidos por Freddy Ellie, primer técnico de un cuadro que antes de adaptar tal nombre pasó por otras alternativas como el Unión Atlético Zulia, Unión Maracaibo entre otras. Muchos intentos fallidos hubo en la región zuliana a la hora de conformar un equipo o club de fútbol profesional, durante décadas se intentó pero a la larga aquellos primeros equipos terminaron desapareciendo del ambiente futbolístico del país.
A finales del año 99, aparece Zulianos Fútbol Club, quienes venían de la ciudad de Cumaná con el nombre de Nueva Cádiz FC; Este equipo llega a la ciudad gracias al esfuerzo del Gobernador de turno en aquel momento, Zulianos FC llegaba con nombres que hoy en día son conocidos dentro del mundo futbolístico. César Farías (actual presidente del Zulia FC) era el técnico de este equipo, jugadores como Pedro De Pablos, Alexander “El pequeño” Rondón, Jhonny “Speedy” González y la estrella Juan Arango formaron parte de aquel equipo. Zulianos Fútbol Club decide marcharse a la costa oriental del Lago, y es allí donde logra el ascenso a la Primera División de Venezuela, reto que, por motivos económicos, no puede asumir y es allí cuando el Unión Atlético Maracaibo compra los derechos y se estrena en la máxima categoría del balompié venezolano.

### Consolidación en Primera
Un gol de Matías Milozzi fue el cerrojo al primer título del Unión Atlético Maracaibo, labrado en el Torneo Clausura 2003; el equipo había empatado 0-0 en la antepenúltima fecha ante Trujillanos FC, punto que le dio el liderato sobre Italchacao. Luego, en condición de local, se impuso 2-0 a Estudiantes de Mérida en la penúltima jornada, quedando con la misma ventaja sobre el equipo de la capital. En la última fecha, cerraba el torneo contra el Deportivo Táchira en condición de visitante. La urgencia de victoria imperaba para no depender del resultado de Italchacao: Milozzi abrió la cuenta en el minuto 27, tras pase de Dayron Pérez, colocando el 0-1 suficiente, para aguantar el resultado y dar la vuelta olímpica en Pueblo Nuevo, lo cual le dio el derecho de enfrentarse en la final absoluta 2002-03 ante el Caracas FC, campeón del Torneo Apertura 2002. Si bien los marabinos se llevaron el partido de ida, con Milozzi una vez más como protagonista, los rojos arremetieron en la vuelta para llevarse la estrella.
Unión arrancó el Torneo Apertura 2004 en el último lugar con par de derrotas. Todo indicaba a que se tendría un torneo parecido al Clausura pasado donde se llegó séptimo. El cambio de técnico no se hizo esperar. Tras cuatro fechas y apenas dos puntos, Carlos Maldonado sustituyó a Raúl Cavallieri. De allí en adelante, se logró una seguidilla de 14 partidos sin perder, subiendo los nueve escalones necesarios para ser campeón en la última fecha. En ella, Caracas FC líder del torneo, caía derrotado 2-0 ante Italchacao, mientras que el Unión hacía su trabajo en Maturín, venciendo 1-2 al Monagas Sport Club con tantos de Juan Fuenmayor y Giancarlo Maldonado a pase del “loco” Dioni Guerra.
El Torneo siguiente, el Clausura 2005 fue la ratificación de un grupo catalogado como invencible, por todo los logros obtenidos. el cuadro marabino tomó la punta desde la primera fecha, venciendo al Deportivo Táchira y de allí en adelante ligó 12 fechas más sin caer, para llegar a 26 (sumadas con las del torneo anterior), una menos que el récord que sólo tenía el extinto Deportivo Portugués. El título se logró en el clásico ante Italmaracaibo, ante una torrencial lluvia. El 3-1 hizo delirar al Pachencho Romero con un cetro que se logró en una fecha antes del final de la competencia.

### Otra vez al templo
Prácticamente con la misma plantilla, el equipo salía como favorito en el Apertura 2005. Solamente 2 derrotas en 18 encuentros disputados. La competencia cuerpo a cuerpo con Deportivo Táchira y Caracas FC fue cerrada hasta llegar a la fecha 16 cuando, ante un repleto Pueblo Nuevo, ya que los aurinegros tenían opción a título, el equipo volvió a ganar otro torneo. En el minuto 47 cuando André “Varilla” González cabeceó un tiro esquina desde la derecha. La pelota en el fondo de la red significó otro 1-0 en San Cristóbal que a la postre amplió la diferencia de 7 a 10 puntos entre uno y otro equipo. Nuevamente era campeón el cuadro marabino antes de finalizar el torneo con dos fechas anticipadas. Caracas FC fue el campeón en el Clausura 2006, disputando la final vs el cuadro zuliano, final que ganó el cuadro capitalino con un marcador global de 4-1, para quedarse con el campeonato esa temporada.

### Con Pellicer
En enero del 2007, llega al cuadro marabino el estratega chileno Jorge Pellicer. Con una plantilla desconocida por el nuevo cuerpo técnico, se conformó el renovado equipo, que a la postre volvería a ser campeón. Unión debía ganar en la última jornada del Torneo Clausura 2007 por diferencia de dos goles ante Caracas FC, ya que el equipo dirigido por Pellicer se encontraba en el segundo lugar por debajo de los capitalinos. En el Pachencho Romero, ante 45 mil personas aproximadamente, UAM vence 3-1 al Caracas FC con goles de Luis Vallenilla Pacheco en dos ocasiones y Guillermo Beraza, luego de una triangulación magistral entre Rivarola, Darío y el, Desatando la algarabía del pueblo zuliano que se lanzó al campo de juego para festejar el título de campeón, sin embargo días más tarde el Bico volvería a perder la gran final por la "estrella" con un 0-1 en la ida disputada en el Pachencho Romero y un 0-0 en la vuelta como visitante.

### Copa Libertadores
El UAM participó en 4 ocasiones en la Copa Libertadores de América. Durante éstas participaciones el equipo rojiazul consiguió logros importantes para el fútbol venezolano, aunque no ha podido trascender de la fase de grupos. En la edición del 2004, el equipo debutó con empate 1-1 ante Vélez Sarsfield de Argentina con tanto de Enrique Colliard, en el estadio José Amalfitani de la ciudad bonaerense. En el partido de vuelta, el conjunto bicolor logró una de las victorias más emocionantes y épicas de la historia del fútbol venezolano, al derrotar por goleada a Vélez Sarsfield 4 goles por 2 en el estadio José Encarnación "Pachencho" Romero, desatando la euforia de los fanáticos presentes. Sorprendentemente quedó segundo de su grupo, con ocho puntos detrás del después campeón de la Libertadores, Once Caldas, pero no avanzó de forma directa a octavos de final, debido a la inclusión de los equipos mexicanos en la Copa Libertadores, con lo cual se descuadró el formato del torneo continental, obligando al equipo azulgrana a jugar un repechaje con Barcelona de Guayaquil, partido que se jugó sólo de ida en el estadio Monumental de esa ciudad donde el conjunto marabino perdió por 6-1.
En la edición del 2006, Maracaibo debutó con empate 1-1 ante Internacional de Porto Alegre, equipo que después se coronaría. La edición del 2007 apenas tuvo las alegrías de los empates (1-1 y 2-2) frente al boliviano Real Potosí. En la edición del 2008, tocó jugar ante Boca Juniors, Atlas de México y Colo Colo de Chile.
El empate 1-1 ante Boca Juniors ilusionó a toda la afición marabina después de un gol de Miguel Mea Vitali que tuvo al equipo arriba a falta de ocho minutos para el final del partido.
Caídas ante Colo Colo (1-3 y 2-0) sacaron al Bicolor de la competencia, hecho que se terminó de consumar con la goleada que le dio Atlas (3-0) en Guadalajara y el empate (1-1) ante ese mismo equipo. La caída 3-0 ante Boca en La bombonera, ante 50 fanáticos que viajaron a Buenos Aires desde Maracaibo, fue un trámite que solo sirvió para clasificar a los xeneizes a la segunda ronda.

### Descenso a Segunda
En noviembre de 2008, el hasta entonces alcalde de Maracaibo, Giancarlo Di Martino, perdió las elecciones regionales para ser electo gobernador del estado Zulia, dejando al Unión Atlético Maracaibo sin principal accionista y empezando una era de deudas y problemas económicos, salieron en la Primera División Venezolana 2008/09, logrando mantener la categoría al quedar en el puesto 15°, sin embargo, los serios problemas económicos llevaron a la Directiva del UAM vender sus derechos deportivos de Primera división, siendo el club Yaracuyanos Fútbol Club el que terminará de comprar dichos derechos y mandando al cuadro bicolor a segunda división.
En su retorno a la Segunda División de Venezuela, el equipo quedó ubicado en el puesto 11º del Torneo Apertura 2010, con una plantilla llena en su mayoría, de jugadores que habían quedado campeones en el campeonato sub-20 de Venezuela. Una vez finalizado el apertura, y de cara al clausura, un grupo de empresarios Zulianos que estaban liderados por ATEL TV se hicieron cargo del equipo, pagaron las deudas con la federación y su objetivo era despolitizar al UAM, llevarlo de nuevo a primera división y vender acciones. Ningún objetivo se cumplió, y en vista del fracaso, el Grupo America cedió el equipo a un grupo económico pequeño para invertir en otro equipo, prometiendo una rueda de prensa explicando lo que sucede, rueda de prensa que nunca se dio.
El equipo no salió a jugar el Clausura 2011 por el abandono del Grupo América. En vista de la desaparición del equipo, la fanaticada del equipo creó un movimiento sin fines de lucro llamado UAM VIVE con la finalidad de rescatar al equipo y que sea manejado por los fanáticos mediante membresías, creando un equipo con nombre nuevo pero manteniendo la esencia del UAM, ya que el nombre, escudo y colores pertenecen al Grupo América y no los quieren ceder.

### FundaUAM
Con el apoyo de diversos directivos, en 2021 el club logró reorganizarse como institución, participando en la Tercera División del fútbol venezolano entre equipos regionales del estado Zulia en su nueva sede el estadio Giuseppe “Pepino” Costa. El equipo “bicolor” será dirigido por Hugo Gómez, entrenador certificado por la FVF y Conmebol, en su currículo se encuentra haber sido asistente y entrenador de la segunda división con Titanes FC, además de haber trabajado durante varios años como formador en FundaUAM.

## Datos del club
- Fundación: 16 de enero de 2001
- Primer partido oficial: Unión Lara 3-3 Maracaibo.
- Primer partido en Maracaibo: Maracaibo 0-0 Caracas.
- Primer partido en Primera División: Maracaibo 1-2 Nacional Táchira.
- Primer marabino en anotar un gol con Maracaibo en Primera División:  Juan Fuenmayor.
- Primer partido oficial internacional:  Vélez Sarsfield 1-1 Maracaibo - (10 de febrero - Copa Libertadores 2004).
- Primer triunfo oficial en un torneo internacional:  Fénix 1-2 Maracaibo - (3 de marzo - Copa Libertadores 2004).
- Primer título: Torneo Clausura 2003.
- Temporadas en Primera División: 7 temporadas.
- Temporadas en Segunda División: 2 temporadas.
- Goleador histórico:  Guillermo Beraza con 38 goles.
- Máxima goleada conseguida (Torneos Nacionales): Atlético Nacional 2-8 Maracaibo (Segunda División, Clausura 2010).
- Máxima goleada conseguida (Torneos Internacionales): Maracaibo 3-0  Pumas UNAM - (Copa Libertadores 2006).
- Máxima goleada recibida (Torneos Nacionales): Caracas 4-0 Maracaibo (Clausura 2004).
- Máxima goleada recibida (Torneos Internacionales):  Barcelona 6-1 Maracaibo - (Copa Libertadores 2004).
- Máximo Goleador de Maracaibo en Copa Libertadores: Cristian Casseres (7 goles).

## Participación internacional
| Torneo                           | Ediciones               |
| -------------------------------- | ----------------------- |
| Copa Libertadores de América (4) | 2004, 2006, 2007, 2008. |
| Copa Sudamericana (1)            | 2008.                   |

Resumen de participaciones en torneos internacionales:

### Copa Libertadores 2004
10/02/04 en Buenos Aires: Vélez Sarsfield 1 (Autogol) - Unión Atlético Maracaibo 1 (Enrique Colliard)
25/02/04 en Maracaibo: Unión Atlético Maracaibo 1 (Christian Casseres) - Once Caldas 2 (Jonathan Fabbro y Sergio Galván)
03/03/04 en Maldonado: Fénix 1 (Nicolás Vigneri) - Unión Atlético Maracaibo 2 (Mariano Martínez y Ruberth Morán)
18/03/04 en Maracaibo: Unión Atlético Maracaibo 1 (Enrique Colliard) - Fénix 1 (Marcelo Broli)
06/04/04 en Manizales: Once Caldas 2 (Elkin Soto y Arnulfo Valentierra) - Unión Atlético Maracaibo 1 (Mariano Martínez)
22/04/04 en Maracaibo: Unión Atlético Maracaibo 4 (Rodrigo Riep 2 y Cristian Casseres 2) - Vélez Sarsfield 2 (Maximiliano Pellegrino y Fabricio Fuentes)
Unión Atlético Maracaibo quedó en el segundo lugar de su grupo, pero tuvo que ir a un repechaje para jugar los octavos de final
29/04/04 en Guayaquil: Barcelona 6 (Iván Kaviedes "3" (1p), Rodrigo Texeira, Danny Vera y Ángel Escobar) - Unión Atlético Maracaibo 1 (Rodrigo Riep)
Maracaibo es Eliminado en Primera ronda

### Copa Libertadores 2006
16/02/06 en Maracaibo: Unión Atlético Maracaibo 1 (Giancarlo Maldonado) - Internacional 1 (Ceará)
22/02/06 en México DF.: Pumas UNAM 0 - Unión Atlético Maracaibo 1 (Rafael Castellín)
09/03/06 en Montevideo: Nacional 0 - Unión Atlético Maracaibo 0
16/03/06 en Maracaibo: Unión Atlético Maracaibo 2 (Cristian Casseres y Giancarlo Maldonado) - Nacional de Montevideo 3 (Rodrigo Vázquez, Andrés Márquez y Juan Albín)
30/03/06 en Maracaibo: Unión Atlético Maracaibo 3 (Cristian Casseres, Giancarlo Maldonado y Rafael Castellín) - Pumas UNAM 0
18/04/06 en Porto Alegre: Internacional 4 (Adriano, Bolívar, Michel y Wason Rentería) - Unión Atlético Maracaibo 0
Eliminado en Primera ronda

### Copa Libertadores 2007
15/02/07 en Maracaibo: Unión Atlético Maracaibo 2 (Daniel Arismendi y Cristian Casseres) - Paraná 4 (Josiel, Dinelson, Henrique y Gérson)
21/02/07 en Río de Janeiro: Flamengo 3 (Renato, Souza y Obina) - Unión Atlético Maracaibo 1 (Daniel Arismendi)
13/03/07 en Maracaibo: Unión Atlético Maracaibo 1 (Pedro Fernández) - Real Potosí 1 (Darwin Peña)
20/03/07 en Potosí: Real Potosí 2 (Carlos Edú Monteiro 2 (1p)) - Unión Atlético Maracaibo 2 (Cristian Casseres y Orlando Ballesteros)
04/04/07 en Maracaibo: Unión Atlético Maracaibo 1 (Paulinho e/c) - Flamengo 2 (Renato y Renato Augusto)
18/04/07 en Curitiba: Paraná 2 (Egidio y Beto) - Unión Atlético Maracaibo 1 (Julio Machado)
Eliminado en Primera ronda

### Copa Libertadores 2008
20/02/08 en Maracaibo: Unión Atlético Maracaibo 1 (Miguel Mea Vitali) - Boca Juniors 1 (Sebastián Battaglia)
28/02/08 en Maracaibo: Unión Atlético Maracaibo 1 (Heiber Díaz) - Colo-Colo 3 (Gonzalo Fierro, Gustavo Biscayzacú, Gregory Lancken (og))
12/03/08 en Guadalajara: Atlas de Guadalajara 3 (Gerardo Flores Zúñiga, Jorge Achucarro, Bruno Marioni) - Unión Atlético Maracaibo 0
24/03/08 en Maracaibo: Unión Atlético Maracaibo 1 (Darío Figueroa) - Atlas de Guadalajara 1 (Bruno Marioni)
10/04/08 en Santiago: Colo Colo 2 (Gustavo Biscayzacú, Lucas Barrios) - Unión Atlético Maracaibo 0
18/04/08 en Buenos Aires: Boca Juniors 3 (Gabriel Paletta, Jesús Dátolo, Juan Román Riquelme) - Unión Atlético Maracaibo 0
Eliminado en Primera ronda

### Copa Sudamericana 2008
31/07/08 en Maracaibo: Unión Atlético Maracaibo 0 - 0 América de Cali
07/08/08 en Cali: América de Cali 4 (Gustavo Ramos, Paulo Arango, Víctor Cortés (2)) - Unión Atlético Maracaibo 2 (Darío Figueroa, Heiber Díaz)
Eliminado en Ronda Preliminar

### Partidos históricos en América del Sur
| Fecha                 | Local          | Resultado | \|Visitante     | Torneo                         | Estadio                                          | Notas                                                 |
| --------------------- | -------------- | --------- | --------------- | ------------------------------ | ------------------------------------------------ | ----------------------------------------------------- |
| 10 de febrero de 2004 | Vélez Sarfield | 1-1       | Maracaibo       | Copa Libertadores 2004 1ª fase | Estadio José Amalfitani, Buenos Aires, Argentina | Primer equipo venezolano en sacar puntos de Argentina |
| 3 de marzo de 2004    | Fénix          | 1-2       | Maracaibo       | Copa Libertadores 2004 1ª fase | Estadio Parque Capurro, Montevideo, Uruguay      | Primer equipo venezolano en ganar en Uruguay          |
| 22 de abril de 2004   | Maracaibo      | 4-2       | Vélez Sarfield  | Copa Libertadores 2004 1ª fase | Estadio Pachencho Romero, Maracaibo, Venezuela   | -                                                     |
| 16 de febrero de 2006 | Maracaibo      | 1-1       | Internacional   | Copa Libertadores 2006 1ª fase | Estadio Pachencho Romero, Maracaibo, Venezuela   | -                                                     |
| 22 de febrero de 2006 | Pumas UNAM     | 0-1       | Maracaibo       | Copa Libertadores 2006 1ª fase | Olímpico Universitario, Ciudad de México, México | Primer equipo venezolano en ganar en México           |
| 9 de marzo de 2006    | Nacional       | 0-0       | Maracaibo       | Copa Libertadores 2006 1ª fase | Gran Parque Central, Montevideo, Uruguay         | -                                                     |
| 30 de marzo de 2006   | Maracaibo      | 3-0       | Pumas UNAM      | Copa Libertadores 2006 1ª fase | Estadio Pachencho Romero, Maracaibo, Venezuela   | -                                                     |
| 20 de marzo de 2007   | Real Potosí    | 2-2       | Maracaibo       | Copa Libertadores 2007 1ª fase | Estadio Víctor Agustín Ugarte, Potosí, Bolivia   | Primer equipo venezolano en sacar puntos de Bolivia   |
| 20 de febrero de 2008 | Maracaibo      | 1-1       | Boca Juniors    | Copa Libertadores 2008 1ª fase | Estadio Pachencho Romero, Maracaibo, Venezuela   | -                                                     |
| 31 de julio de 2008   | Maracaibo      | 0-0       | América de Cali | Copa Sudamericana 2008 1ª fase | Estadio Pachencho Romero, Maracaibo, Venezuela   | Primera participación en Copa Sudamericana            |

## Estadio

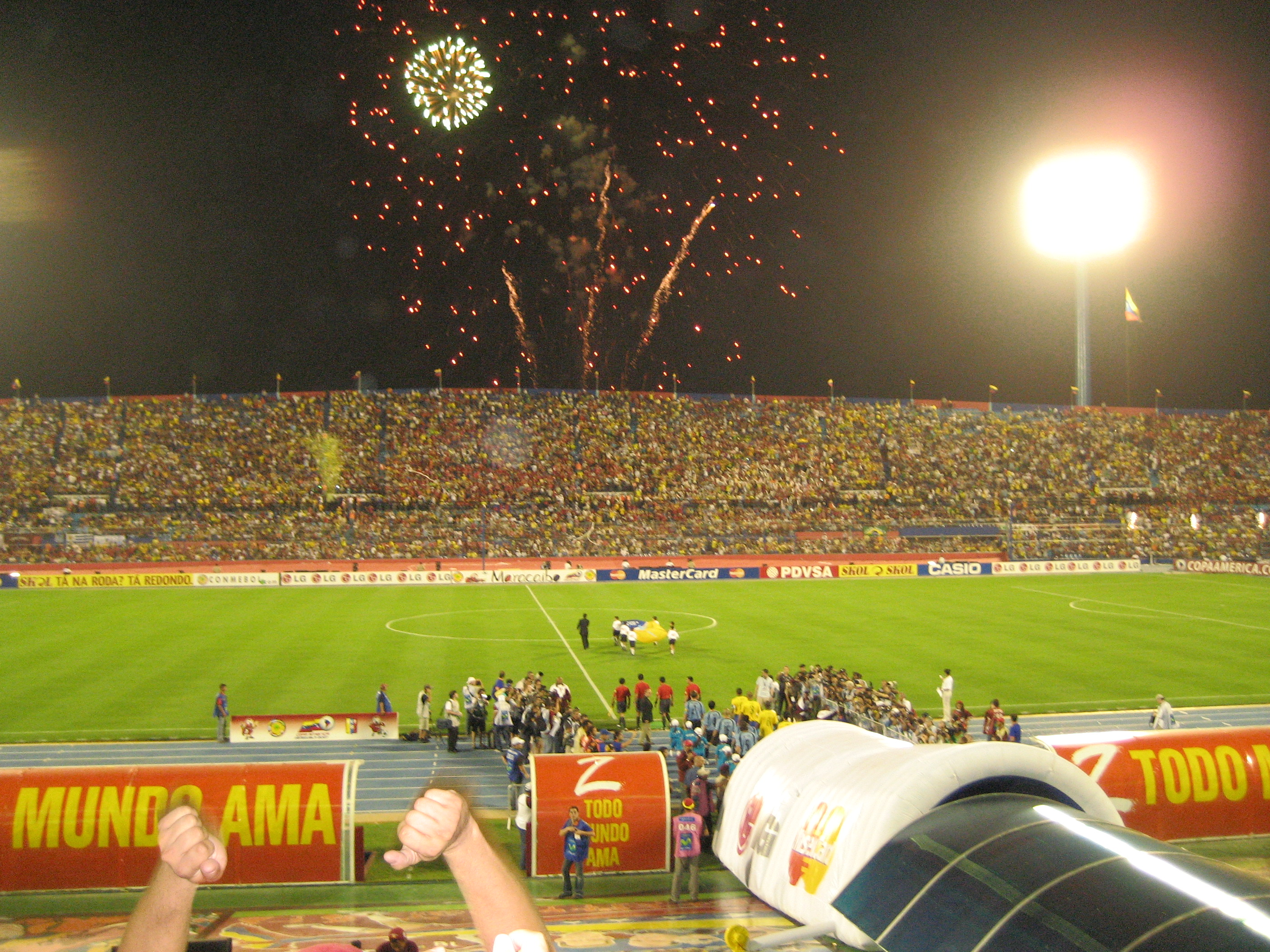
Estadio José Encarnación "Pachencho" Romero

El Estadio Olímpico José Encarnación Pachencho Romero, ubicado en Maracaibo, capital del Estado Zulia, es el estadio con mayor capacidad en esa región, albergando a 45.000 espectadores. Este estadio en sus inicios tenía un aforo de 35.000 espectadores y poseía aparte de la pista de atletismo, una pista de ciclismo hecha de concreto requemado, con juntas a cada 2 o 3 metros de separación. Debido a la realización de la Copa América Venezuela 2007 se efectuó una remodelación eliminando la pista de atletismo y construyendo una nueva tribuna en el lado izquierdo para darle una capacidad de 45.000 espectadores.
Su aforo se distribuye de la siguiente forma:
- Tribuna Techada y Palco VIP: 8000 Personas.
- Antiguo Velódromo: 8000 Personas.
- Tribuna Popular: 20.000 Personas.
- Tribuna Sur: 6.000 Personas.

### Otras instalaciones
Centro de entrenamiento La Estancia
Estadio Giuseppe "Pepino" Acosta

## Fanaticada

### Información

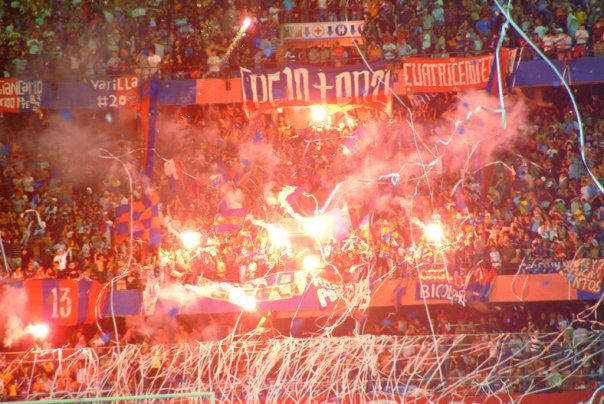
Barra "Sin Vergüenza 21".

La Sin Vergüenza 21 es sin dudas una de las mejores barras de Venezuela, desde que el equipo quebró ellos han buscado formas de revivirlo, para así volver a disfrutar de lo que antes se tuvo, pero que por intereses monetarios le fue arrebatado. Pero aun así, el Unión siempre estará en el corazón de esta barra, y siempre buscará la manera de obtener de nuevo el disfrute de apoyar al Unión Atlético Maracaibo partido tras partido.

## Rivalidades
El Unión tenía como máximo rival al Caracas FC con el que disputaba el llamado clásico moderno del fútbol venezolano. En 2002, se disputó el primer juego de este novel derbi en el Pachencho Romero con resultado de 0-0. La rivalidad surgió dado que estos clubes se han enfrentado en varias finales en los últimos años y han sido los que más títulos han ganado recientemente. También mantuvo una rivalidad con el extinto equipo Italmaracaibo, a pesar de su corto tiempo de estadía en primera división, conocido como "derbi del Lago" o "clásico marabino", equipo al cual batió en cuatro oportunidades. Posteriormente, el Zulia FC heredaría dicha rivalidad, enfrentándose por única vez en la temporada 2008-2009 del fútbol venezolano antes de su descenso por problemas económicos. Zulia FC triunfó por 2-1 en ambos partidos, en el Apertura 2008, y repitiendo el mismo resultado en el Clausura 2009.

## Distinciones Individuales

### Máximo Goleadores Históricos
| #   | Nombre              | Goles |
| --- | ------------------- | ----- |
| 1.º | Guillermo Beraza    | 38    |
| 2.º | Cristian Cásseres   | 34    |
| 3.º | Daniel Arismendi    | 31    |
| 4.º | Darío Figueroa      | 26    |
| 5.º | Giancarlo Maldonado | 25    |

#### Goleadores en campeonatos nacionales
| Año                                   | Jugador          | Goles |
| ------------------------------------- | ---------------- | ----- |
| Primera División de Venezuela 2008/09 | Daniel Arismendi | 17    |

## Palmarés

### Torneos nacionales
Nota: Indicador del récord del torneo 
Torneos nacionales (6)
| Competición nacional                | Títulos          | Subcampeonatos             |
| ----------------------------------- | ---------------- | -------------------------- |
| Primera División de Venezuela (1/3) | 2004/05.         | 2002/03, 2005/06, 2006/07. |
| Torneo Apertura (2/0)               | 2004, 2005.      |                            |
| Torneo Clausura (3/0)               | 2003, 2005, 2007 |                            |
| Copa Venezuela (0/1)                |                  | 2007.                      |